# معركة فريجيدوس
مَعْرَكة فريَجيُدوس (بالأنجليزيةBattle of the Frigidus ː)، التي تُسَمى أيضًا مَعْرَكة النَهر المُتَجَمد، دَارَتْ رَحَاها بَينَ 5 و 6 سبتمبر 394 في النصف الشرقي من إيطاليا الرومانية بين جيش الإمبراطور الروماني ثيودوسيوس الكبير وجيش المُتمردين بِقيادة أوغستوس أوجينيوس. أنتَهت المَعرَكة بنصر حاسَم لقوات الإمبراطور ثيودوسيوس الكبير، وأعاد الوحدة إلى الإمبراطورية الرومانية.
قادَ القائد العسكري تيماسيوس جيش ثيودوسيوس بمساعدة من القائد ستيليكو. بينما قاد قوات أوجينيوس القائد العسكري أربوغاست، والذي كان سابقًا قائد الجنود تحت حكم صهر ثيودوسيوس الإمبراطور فالنتينيان الثاني. كان أربوغاست هو الذي خَطَطَ لصعود أوجينيوس إلى دفة الحكم بعد ملابسات وفاة الإمبراطور فالنتينيان الثاني الغامضة. مع تعزيزات حلفاء ثيودوسيوس من القوط بقيادة ألاريك وجيناس، ومن باكوريوس الأيبيري، هزم جيش ثيودوسيوس أوجينيوس، وتم القبض على أوجينيوس وإعدامه. بينما قتل أربوغاست نفسه بعد المعركة. أنهى القتال الحرب الأهلية الثالثة في عهد ثيودوسيوس، بعد أن قاتل الاثنان ضد ماغنوس ماكسيموس.
في التاريخ الكنسي، تُذكر المعركة على أنها آخر معركة شارك فيها أوجينيوس الذي كان من محبي الوثنية الرومانية، على الرغم من أن أوجينيوس لم يكن وثنيًا في الواقع. تم توجيه الاتهام بالوثنية اليه بعد وفاته من قبل تيرانيوس روفينوس لتعزيز سمعة ثيودوسيوس الكبير، الذي كان مروجًا قويًا للمسيحية وكنيسة الدولة للإمبراطورية الرومانية. عزا تاريخ الكنيسة انتصار ثيودوسيوس في مَعْرَكة فريَجيُدوس إلى التدخل الإلهي، وساوى روفينوس أهميته بمعركة جسر ميلفيان التي فاز بها قسطنطين الكبير على ماكسينتيوس في 312.

## خلفية
في 15 مايو 392، عُثر على الإمبراطور الغربي فالنتينيان الثاني ميتًا في دار إقامته في فيين، بلاد الغال. أبلغ قائده العسكري، أربوغاست، ثيودوسيوس، الإمبراطور الشرقي وصهر فالنتينيان، أن الإمبراطور الشاب قد انتحر. ازدادت التوترات بين نصفي الإمبراطورية في ذلك الصيف. قام أربوغاست بعدة محاولات للاتصال بثيودوسيوس، ولكن يبدو أن أيا منها لم يتجاوز آذان المحافظ البريتوري الشرقي، روفينوس. كانت الردود التي تلقاها أربوغاست من روفينوس غير مفيدة. كان ثيودوسيوس نفسه يتوصل ببطء إلى الاعتقاد بأن فالنتينيان قد قُتل، في جزء كبير منه لأن زوجته غالا كانت مقتنعة بأن وفاة شقيقها كانت بسبب الخيانة. من جانبه، كان لأربوغاست عدد قليل من الأصدقاء في البلاط الشرقي، على الرغم من أن عمه ريشومريس كان القائد الأعلى لسلاح الفرسان الشرقي. نظرًا لأنه من المرجح بشكل متزايد أن المسار الذي قرره ثيودوسيوس سيكون معاديًا تجاه أربوغاست، قرر ثيودوسيوس اتخاذ الخطوة الأولى.
في 22 أغسطس، رفع أربوغاست أوجينيوس، حاكم البلاط الإمبراطوري الغربي، أو كبير موظفي الخدمة المدنية، إلى عرش الإمبراطورية الغربية. كان أوجينيوس باحثًا محترمًا في الخطابة، وكان من مواطني الرومان، مما جعله مرشحًا أكثر قبولًا من قائد الفرنجة. تم دعم توليه من قبل حاكم إيطاليا البريتوري، نيكوماخوس فلافيانوس. كان بعض أعضاء مجلس الشيوخ، ولا سيما سيماشوس، غير مرتاحين لهذا الإجراء. بالإضافة إلى ذلك، كانت هناك قضية وفاة فالنتينيان، والتي لم يتم حلها أبدًا بما يرضيه. علاوة على ذلك، أزال أوجينيوس معظم الضباط المدنيين الكبار الذين تركهم ثيودوسيوس عندما أعطى النصف الغربي من الإمبراطورية إلى فالنتينيان، حتى أن ثيودوسيوس فقد السيطرة على الإمبراطورية الرومانية الغربية. عندما وصل مجموعة من السفراء الغربيين إلى القسطنطينية لطلب الاعتراف بأوجينيوس على أنه أغسطس الغربي، كان ثيودوسيوس غير ملزم، حتى لو استقبلهم بهدايا ووعود غامضة. ما إذا كان قد قرر بالفعل شن هجوم ضد أوجينيوس وأربوغاست في هذه المرحلة أم لا. في النهاية، ومع ذلك، بعد أن أعلن ثيودوسيوس أن ابنه هونوريوس، الذي كان يبلغ من العمر ثماني سنوات، هو أغسطس الغربي في يناير من عام 393، قرر ثيودوسيوس أخيرًا غزو الغرب.

## إعداد الحملة

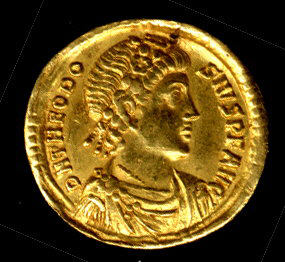
الإمبراطور الروماني ثيودوسيوس الكبير.

خلال السنة والنصف التالية حشد ثيودوسيوس قواته للغزو. ضُمرت الجيوش الشرقية منذ وفاة الإمبراطور فالنس ومعظم جنوده في معركة أدريانوبل. وقع على عاتق الجنرالات فلافيوس ستيليكو وتيماسيوس كلاهما لاستعادة الانضباط للجحافل وإعادة قوتها من خلال التجنيد الإجباري.
في الوقت نفسه، تم إرسال أحد مستشاري ثيودوسيوس، الخصي إوتروبيوس، من القسطنطينية لطلب المشورة والحكمة من راهب مسيحي مسن في مدينة أسيوط المصرية. وفقًا لروايات الاجتماع التي قدمها كلوديان وسوزومين، تنبأ الراهب العجوز بأن ثيودوسيوس سيحقق نصرًا مكلفًا ولكنه حاسم على أوجينيوس وأربوغاست.

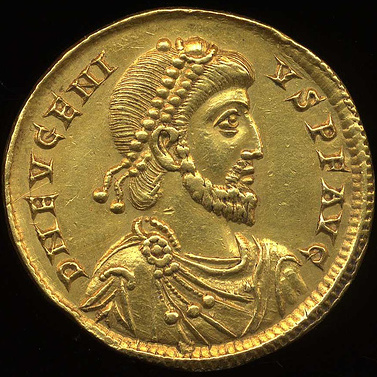
الإمبراطور الروماني فلافيوس أوجينيوس.

انطلق الجيش الشرقي باتجاه الغرب من القسطنطينية في مايو 394. تم تعزيز الجيوش المجلفنة من قبل العديد من البربر المساعدين بما في ذلك أكثر من 20000 اتحاد القوط الغربيين وقوات إضافية من سوريا. قاد ثيودوسيوس الجيش نفسه. وكان من بين قادته جنرالاته ستيليكو وتيماسيوس، والزعيم القوطي الغربي ألاريك، والقوقازي الأيبيري باكوريوس هيبيريوس. تقدمهم عبر بانونيا حتى جبال الألب دون معارضة، ويجب أن يكون لدى ثيودوسيوس وضباطه شكوك حول ما ينتظرهم عندما اكتشفوا أن الأطراف الشرقية للممرات الجبلية كانت غير محمية.
كان أربوغاست قد قرر، بناءً على تجاربه في القتال ضد المُتمرد ماغنوس مكسيموس في بلاد الغال، أن أفضل إستراتيجية هي إبقاء قواته موحدة للدفاع عن إيطاليا نفسها، ولهذا الغرض ذهب إلى حد ترك ممرات جبال الألب بدون حراسة. تألفت قوات أربوغاست بشكل أساسي من حلفائه الفرنجة وألامانيون وغال الرومان، بالإضافة إلى مساعديه القوطيين.
بفضل إستراتيجية أربوغاست للحفاظ على قوة واحدة متماسكة نسبيًا، مر جيش ثيودوسيوس دون عوائق عبر جبال الألب ونزل باتجاه وادي نهر فريَجيُدوس إلى الشرق من ميناء أكويليا الروماني. في هذه المنطقة الجبلية الضيقة وصلوا إلى معسكر للجيش الغربي داخل كلاوسترا ألبيوم إيولياروم (نظام دفاع داخل الإمبراطورية الرومانية بين إيطاليا وبانونيا الذي حمى إيطاليا من الغزوات المحتملة من الشرق) في الأيام الأولى من شهر سبتمبر.

## المعركة

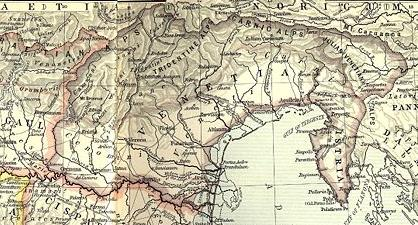
خريطة توضح "نهر فريجيدوس" شمال شرق أكويليا.

من غير المؤكد بالضبط أين وقعت المعركة. على الرغم من الادعاء بأنه يجب البحث عن موقع المعركة في وادي إيزونزو العلوي، فقد تم وضعها في الغالب في مكان ما في وادي فيبافا.
قبل المعركة، وضع أوجينيوس وأربوغاست تمثالًا للالهه جوبيتر على حافة ساحة المعركة، وقاموا بوضع صور هرقل على لافتات الجيش. بهذه الطريقة كانوا يأملون في تكرار انتصارات روما السابقة، عندما كانت تعتمد دائمًا على الآلهة القديمة للحصول على الدعم في المعركة.
في اليوم الأول للمعركة بدا أن الآلهة القديمة كانت مُنتصرة. هاجم ثيودوسيوس على الفور تقريبًا، بعد أن قام بالقليل من الاستطلاع المسبق لميدان المعركة. ألزم حلفاءه القوطيين بالعمل أولاً، ربما على أمل تقليل صفوفهم من خلال الاستنزاف وتقليل تهديدهم المحتمل للإمبراطورية. أسفر هجوم الجيش الشرقي المتهور عن خسائر فادحة مع مكاسب قليلة: تم الإبلاغ عن مقتل 10000 من المساعدين القوطيين، وكان الجنرال الجورجي باكوريوس الايبيرية من بين القتلى.  شهدت نهاية اليوم احتفال أوجينيوس بنجاح دفاع قواته عن مواقعهم بينما أرسل أربوغاست مفارز لإغلاق الممرات الجبلية خلف قوات ثيودوسيوس.

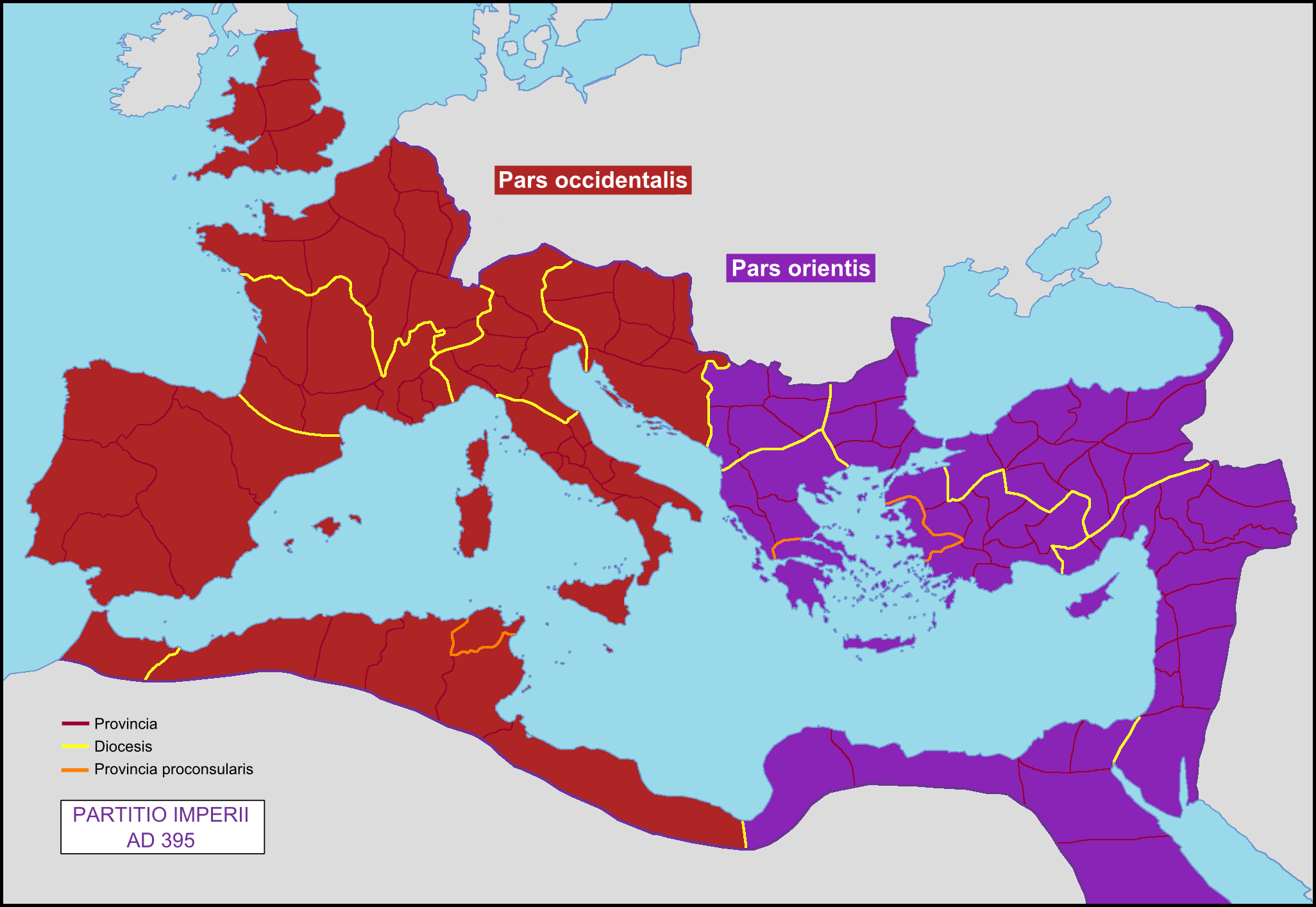
الإمبراطورية الرومانية في أواخر عام 395، بعد نقل الجزء الشرقي لأبرشية بانونيا إلى الإمبراطورية الغربية. في عام 394، وقت المعركة، كانت هذه الأبرشية لا تزال جزءًا من الإمبراطورية الشرقية.

بعد ليلة بلا نوم، ابتهج ثيودوسيوس بالأخبار، كون الرجال الذين أرسلهم أربوغاست لمحاصرته في الوادي ينوون الانضمام إلى جانبه. مدعومين بهذا التطور الإيجابي، هاجم رجال ثيودوسيوس مرة أخرى. هذه المرة كانت الطبيعة إلى جانبهم حيث هبت عاصفة شرسة - على ما يبدو «البورا»، وهو حدث منتظم في المنطقة - على طول الوادي من الشرق. تحكي قصص أخرى عن ثيودوسيوس وهو يصلي إلى الله من أجل عاصفة منحها الله فيما بعد.
هبت الرياح العاتية بسحب من الغبار على وجوه القوات الغربية (تقول الأسطورة أيضًا أن الرياح العاتية دفعت سهام القوات الغربية نحوهم). بسبب الرياح، انكسرت خطوط أربوغاست وحقق ثيودوسيوس النصر الحاسم الذي تنبأ به الراهب المصري. في أعقاب ذلك، تم القبض على أوجينيوس وإحضاره أمام الإمبراطور. لم يتم الرد على توسلاته بالرحمة وقُطع رأسه. نجا أربوغاست من الهزيمة وهرب إلى الجبال، ولكن بعد بضعة أيام من التجوال، استنتج أن الهروب مستحيل وانتحر.

## الطابع الديني للصراع
في حين أن نسخة المعركة التي هزمت فيها الرياح الإلهية أعداء ثيودوسيوس الوثنيين أصبحت شائعة في أواخر العصور القديمة، شكك المؤرخون الحديثون، وعلى الأخص آلان كاميرون، في موثوقية هذه النسخة من الأحداث. يؤكد كاميرون أن فكرة أن أوجينيوس وأربوغاست كانوا وثنيين أو مؤيدين للوثنيين تم إنشاؤها لتبرير حملة ثيودوسيوس ضدهم، وأن المغتصبين الآخرين، مثل ماغننتيوس، تم وصفهم زوراً بأنهم وثنيين بعد هزيمتهم. فكرة أن أعداء ثيودوسيوس كانوا وثنيين نشأت بواسطة مؤرخ الكنيسة تيرانيوس روفينوس، ولم تذكر هذه الفكرة إلا في المصادر المعتمدة على روفينوس نَفسه.
بالإضافة إلى ذلك، كان المصدر الأول لذكر رياح بورا الحاسمة هو أمبروز قس ميلان، لكنه ذكر في خطبته عن المزمور 36 أن الرياح هبت قبل تلك المعركة، وأفسدت معنويات أعداء ثيودوسيوس قبل بدء أي قتال. ربما التقط هذه الفكرة الشاعر كلوديان، الذي دفع الريح في شعره الخيالي والدعائي لعائلة ثيودوسيوس إلى اللحظة الحاسمة للمعركة. يبدو أن كلوديان كان يشير إلى سيليوس إيتاليكوس، الذي أشار في روايته عن معركة كاناي إلى رياح مماثلة تهب الرماح والأسلحة. من شعر كلوديان، الذي كان شائعًا في كل من النصفين الشرقي والغربي للإمبراطورية الرومانية، انتشرت فكرة رياح بورا التي تقرر المعركة. وهي تتناسب تمامًا مع الفكرة الأخرى القائلة بأن المعركة كانت معركة بين الوثنيين والمسيحيين: كان ثيودوسيوس، كإمبراطور مسيحي، بمساعدة الله على شكل ريح.
تشرح المؤرخة ميشيل رينيه سالزمان أن «نصين حديثي الصلة، أعيد تأريخهما إلى التسعينيات، يعززان الرأي القائل بأن الدين لم يكن المفتاح العنصر الأيديولوجي في أحداث ذلك الوقت». وفقًا لماياستينا كالوس، المؤرخة الفنلندية ومحاضر اللغة اللاتينية والأدب الروماني في جامعة هلسنكي، فإن فكرة الأرستقراطيين الوثنيين توحدوا في «مقاومة بطولية وثقافية» انتفضت ضد التقدم الوحشي للمسيحية في معركة نهائية بالقرب من فريجيدوس في عام 394، كانت أسطورة رومانسية. 

## ما بعد الواقعة
لقد كان انتصارًا عَظيماً لثيودوسيوس وخسارة كاملة لأوجينيوس. يقول المؤرخون كون القوط قد عانوا من الجزء الأكبر من الضحايا في النِزاع، فأن ثيودوسيوس قد فاز في معركتين في فريجيدوس، إحداهما ضد أوجينيوس والأخرى ضد القوط.  توفي ثيودوسيوس بعد أربعة أشهر فقط، وترك الحكومة في أيدي أطفاله الصغار هونوريوس وأركاديوس. ومع ذلك، أدت المعركة أيضًا إلى تسريع انهيار الجيش الروماني في الغرب. أدت الخسائر في معركة فريجيدوس إلى إضعاف الجيوش الغربية. كان هذا التراجع في قدرات الجنود الرومان يعني زيادة اعتماد الإمبراطورية على المرتزقة البربريين الذين تم توظيفهم في فوديراتي، والذين ثبت في كثير من الأحيان أنهم غير موثوق بهم، أو حتى خائنين.